# Clásica de Almería 2024
La 39.ª edición de la clásica ciclista Clásica de Almería fue una carrera en España que se celebró el 11 de febrero de 2024 sobre un recorrido de 190,3 kilómetros con inicio en el municipio almeriense de Puebla de Vícar y final en Roquetas de Mar.
La carrera formó parte del UCI ProSeries 2024, calendario ciclístico mundial de segunda división, dentro de la categoría UCI 1.Pro y fue ganada por el Países Bajos Olav Kooij del Visma | Lease a Bike. Completaron el podio, como segundo y tercer clasificado respectivamente, los italianos Matteo Moschetti del Q36.5 y Matteo Trentin del Tudor.

## Equipos participantes
Tomaron parte en la carrera 20 equipos: 8 de categoría UCI WorldTeam invitados por la organización, 11 de categoría UCI ProTeam y 1 Continental. Formaron así un pelotón de 137 ciclistas de los que acabaron 131. Los equipos participantes fueron:
| WorldTeams (8)- Arkéa-B&B Hotels - Bora-Hansgrohe - Cofidis - Groupama-FDJ - Intermarché-Wanty - Movistar Team - Team Visma \| Lease a Bike - UAE Team Emirates ProTeams (11)- Burgos-BH - Caja Rural-Seguros RGA - Equipo Kern Pharma - Euskaltel-Euskadi - Lotto Dstny - Q36.5 Pro Cycling Team - Team Flanders-Baloise - Polti Kometa - TotalEnergies - Tudor Pro Cycling Team - Uno-X Mobility Equipo continental- Illes Balears Arabay Cycling |
| |

## Clasificación final
- La clasificación finalizó de la siguiente forma:[3]

| \| Clasificación general \| Clasificación general \| Clasificación general \| Clasificación general \| Clasificación general \| \| Ciclista \| Ciclista \| Equipo \| Tiempo \| \| \| --------------------- \| --------------------- \| -------------------------- \| --------------------- \| --------------------- \| \| 1.º \| Olav Kooij \| Team Visma \\| Lease a Bike \| 4 h 11 min 29 s \| \| \| 2.º \| Matteo Moschetti \| Q36.5 Pro Cycling Team \| + 0 s \| \| \| 3.º \| Matteo Trentin \| Tudor Pro Cycling Team \| + 0 s \| \| \| 4.º \| Arnaud De Lie \| Lotto Dstny \| + 0 s \| \| \| 5.º \| Gerben Thijssen \| Intermarché-Wanty \| + 0 s \| \| \| 6.º \| Milan Fretin \| Cofidis \| + 0 s \| \| \| 7.º \| Jason Tesson \| TotalEnergies \| + 0 s \| \| \| 8.º \| Jordi Meeus \| Bora-Hansgrohe \| + 0 s \| \| \| 9.º \| Lewis Askey \| Groupama-FDJ \| + 0 s \| \| \| 10.º \| Wout van Aert \| Team Visma \\| Lease a Bike \| + 0 s \| \| |                  |                            |                 |
| |                  |                            |                 |
| Fuente: ProCyclingStats |                  |                            |                 |
| Clasificación general |                  |                            |                 |
| Ciclista | Ciclista         | Equipo                     | Tiempo          |
| 1.º | Olav Kooij       | Team Visma \| Lease a Bike | 4 h 11 min 29 s |
| 2.º | Matteo Moschetti | Q36.5 Pro Cycling Team     | + 0 s           |
| 3.º | Matteo Trentin   | Tudor Pro Cycling Team     | + 0 s           |
| 4.º | Arnaud De Lie    | Lotto Dstny                | + 0 s           |
| 5.º | Gerben Thijssen  | Intermarché-Wanty          | + 0 s           |
| 6.º | Milan Fretin     | Cofidis                    | + 0 s           |
| 7.º | Jason Tesson     | TotalEnergies              | + 0 s           |
| 8.º | Jordi Meeus      | Bora-Hansgrohe             | + 0 s           |
| 9.º | Lewis Askey      | Groupama-FDJ               | + 0 s           |
| 10.º | Wout van Aert    | Team Visma \| Lease a Bike | + 0 s           |

## Ciclistas participantes y posiciones finales
Convenciones:
- AB-N: Abandono en la etapa "N"
- FLT-N: Retiro por arribo fuera del límite de tiempo en la etapa "N"
- NTS-N: No tomó la salida para la etapa "N"
- DES-N: Descalificado o expulsado en la etapa "N"

## UCI World Ranking
La Clásica de Almería otorgó puntos para el UCI World Ranking para corredores de los equipos en las categorías UCI WorldTeam, UCI ProTeam y Continental. Las siguientes tablas son el baremo de puntuación y los diez corredores que obtuvieron más puntos:
| Posición              | 1.º | 2.º | 3.º | 4.º | 5.º | 6.º | 7.º | 8.º | 9.º | 10.º | 11.º | 12.º | 13.º | 14.º | 15.º | 16.º-30.º | 31.º-40.º |
| Clasificación general | 200 | 150 | 125 | 100 | 85  | 70  | 60  | 50  | 40  | 35   | 30   | 25   | 20   | 15   | 10   | 5         | 3         |

| Clasificación |                  |                       |         |
| Posición      | Ciclista         | Equipo                | General |
| ------------- | ---------------- | --------------------- | ------- |
| 1.º           | Olav Kooij       | Visma \| Lease a Bike | 200     |
| 2.º           | Matteo Moschetti | Q36.5                 | 150     |
| 3.º           | Matteo Trentin   | Tudor                 | 125     |
| 4.º           | Arnaud De Lie    | Lotto Dstny           | 100     |
| 5.º           | Gerben Thijssen  | Intermarché-Wanty     | 85      |
| 6.º           | Milan Fretin     | Cofidis               | 70      |
| 7.º           | Jason Tesson     | TotalEnergies         | 60      |
| 8.º           | Jordi Meeus      | Bora-Hansgrohe        | 50      |
| 9.º           | Lewis Askey      | Groupama-FDJ          | 40      |
| 10.º          | Wout van Aert    | Visma \| Lease a Bike | 35      |